# A Beard of Stars
A Beard of Stars é o quarto álbum de estúdio da banda britânica de folk rock Tyrannosaurus Rex, sendo este o último antes de trocarem seu nome para T. Rex. Foi lançado em 13 de março de 1970 pela Regal Zonophone Records e Blue Thumb Records, no Reino Unido e nos Estados Unidos, respectivamente. Foi o primeiro trabalho de Marc Bolan junto com seu novo parceiro musical, Mickey Finn.
As gravações contaram com Bolan nos vocais, guitarras e órgão, e Finn na percussão e no baixo elétrico. Foi notável por ser o primeiro álbum em que Bolan utilizou uma guitarra elétrica, embora essa tenha aparecido pela primeira vez no single "King of the Rumbling Spires" / "Do You Remember", lançado em julho de 1969.
No Reino Unido, A Beard of Stars alcançou a 21ª posição na tabela musical de álbuns.

## Produção
Quatro faixas deste álbum, incluindo "Great Horse", foram recuperadas das sessões de gravação de 1969 para um quarto projeto com o percussionista Steve Peregrin Took, na sequência do single "King Of The Rumbling Spires" / "Do You Remember". Posteriormente, essas faixas receberam overdubs feitos por Finn, Bolan e o produtor Tony Visconti.

## Recepção crítica
O sítio AllMusic elogiou o álbum como "(Uma) grande transformação. A Beard Of Stars mantém o charme dos primeiros trabalhos do Tyrannosaurus Rex, enquanto deixa o carisma natural de Bolan e os movimentos de rock finalmente tomarem conta, e é uma entrada única e muito agradável em seu catálogo". De acordo com o revisor crítico Mark Deming, do mesmo sítio, A Beard Of Stars "foi o ponto de virada em que Marc Bolan começou a evoluir de um hippie impenitente para a estrela do rock arrogante que ele seria em alguns anos, embora para aqueles que não estão familiarizados com sua carreira anterior, ainda soa como o trabalho de um homem com a mente ligada à era do encantamento lisérgico".

## Lista de faixas
Todas as faixas escritas e compostas por Marc Bolan. 
| Lado um |                                  |         |  |
| N.º     | Título                           | Duração |  |
| 1.      | "Prelude"                        | 1:04    |  |
| 2.      | "A Day Laye"                     | 1:56    |  |
| 3.      | "Woodland Bop"                   | 1:39    |  |
| 4.      | "Fist Heart Mighty Dawn Dart"    | 2:45    |  |
| 5.      | "Pavilions of Sun"               | 2:49    |  |
| 6.      | "Organ Blues"                    | 2:47    |  |
| 7.      | "By The Light of a Magical Moon" | 2:51    |  |
| 8.      | "Wind Cheetah"                   | 2:38    |  |

| Lado dois |                    |         |  |
| N.º       | Título             | Duração |  |
| 1.        | "A Beard of Stars" | 1:37    |  |
| 2.        | "Great Horse"      | 1:42    |  |
| 3.        | "Dragon's Ear"     | 2:37    |  |
| 4.        | "Lofty Skies"      | 2:54    |  |
| 5.        | "Dove"             | 2:06    |  |
| 6.        | "Elemental Child"  | 5:33    |  |

## Ficha técnica
Tyrannosaurus Rex
- Marc Bolan – vocais principais, guitarras, órgão
- Mickey Finn – vocais de apoio, percussão, baixo elétrico

Produção
- Tony Visconti – produtor
- Malcolm Toft – engenheiro de som

## Posição nas tabelas musicais
| Paradas (1970)                | Melhor posição |
| ----------------------------- | -------------- |
| Austrália (Kent Music Report) | 27             |
| Reino Unido (OCC)             | 21             |